# Luke Lennon-Ford
Luke Lennon-Ford (ur. 5 maja 1989) – brytyjski lekkoatleta specjalizujący się w biegach sprinterskich.
W 2011 zdobył brązowy medal w biegu na 400 metrów oraz złoto w sztafecie 4 x 400 metrów podczas mistrzostw Europy dla sportowców do lat 23. W 2014, wchodząc w skład brytyjskiej sztafety 4 × 400 metrów, sięgnął po srebro halowych mistrzostw świata w Sopocie.
Rekordy życiowe w biegu na 400 metrów: stadion – 45,23 (2 czerwca 2012, Genewa); hala – 46,16 (15 lutego 2014, Birmingham). 

## Osiągnięcia
| Rok  | Impreza                        | Miejsce | Konkurencja             | Lokata     | Wynik   |
| ---- | ------------------------------ | ------- | ----------------------- | ---------- | ------- |
| 2011 | Młodzieżowe mistrzostwa Europy | Ostrawa | bieg na 400 metrów      | 3. miejsce | 46,22   |
| 2011 | Młodzieżowe mistrzostwa Europy | Ostrawa | sztafeta 4 × 400 metrów | 1. miejsce | 3:03,53 |
| 2014 | Halowe mistrzostwa świata      | Sopot   | sztafeta 4 × 400 metrów | 2. miejsce | 3:03,49 |